# Chloë des Lysses
Pour les articles homonymes, voir CDL.
Chloë des Lysses (CDL), née Nathalie Boët à Toulon, le 29 juin 1972, est une photographe et journaliste française. Elle commence sa carrière professionnelle comme actrice pornographique,, activité qu'elle exerce en 1993.

## Biographie
En 1993, Chloë des Lysses tourne quelques films avant de s'installer à Paris où elle tourne deux sitcoms pour M6 (Caroline et ses Copains, pastiche de Hélène et les Garçons) avant de rencontrer Gérard Jubert, fondateur du magazine L’Éléphant rose, qui le premier l'engage comme pigiste. En 1996 et 1998, elle travaille avec le photographe Dahmane (de). Elle participe en tant que modèle à la réalisation des livres Porn Art, préfacé par Gilles Néret et Porn Art 2 et participe à un hors série : Art Press X-Elles, le sexe par les femmes en 2005. 
De 1993 à 2000, elle est pigiste pour de nombreux magazine, obtenant sa carte de presse en 1999 après avoir repris des études à l'École du multimédia de Paris. En 2001, Chloë des Lysses est membre du jury du premier Prix Sade remis à Catherine Millet,,.
Chloë des Lysses se lance ensuite dans la photographie, sans abandonner l'univers érotique dans un premier temps. Elle réalise des clichés de pornographie gonzo et une vidéo qu'elle présente dans le cadre du Journal du hard mise en ligne par le site sexy streaming.com. Elle réalise aussi des portraits de célébrités du spectacle, notamment celui de Charlotte Gainsbourg pour La Republica XL de juillet-août 2010.
Le groupe Tanger lui consacre une chanson, Chloë des Lysses dans l’album La Mémoire insoluble.

## Œuvres
- Sade : revu et corrigé pour les filles : traité d'éducation et punitions, si méritoires (en coll. avec Jean-Claude Baboulin, préf. Jérôme Sans, av.-propos Pierre Lambeye) Paris, Scali, coll. « Love books », 2006. (BNF 40102954)
- avec Philippe Vuillemin : Bêtes de sexe ! : la sexualité des animaux expliquée aux humains, Glénat, 2011. Sous le pseudonyme Lillith Alighieri[11].

### Articles de presse
- Lettre ouverte à Virginie Despentes sur Lincorrect.org[12].
- Portfolio publié dans Gonzaï numéro 36 spécial punk français : « les plus beaux clichés nudistes de l’enfant terrible de la photo française »[13].

### Photographies
- The Pimp Cook Book, Grenoble, Glénat, 2009.  (ISBN 978-2-7234-6494-9) (BNF 42002420) L'introduction définit le livre comme « un regard sur le rapport que l'homme entretient avec ses sens et la nourriture. »[14] Il contient soixante-trois recettes de cuisines « pimpées »[note 1].
- (avec Vincent Tannieres) La Pizza des grands chefs, Laymon, 2013  — Recueil de recettes de cuisine.[15]

### Préfaces et postfaces
- Emily Dubberley (trad. de l'anglais par Delphine Ramasseul), Sensuelles et sans suite : le manuel complet des rencontres sans lendemain [« Brief Encounters: the essential guide to casual sex »], Paris, Scali, coll. « Love books : pratique », 2005, 268 p. (ISBN 2-35012-017-1, BNF 39974022)

### Expositions artistiques
- 2005, exposition Girls Girls Girls au Centre d'art moderne de Neuchâtel[16] où elle est créditée avec une vingtaine de femmes[note 2].
- 2015, exposition de photographies et peintures Dirty Harry Vol. 1 au 59, rue Rivoli à Paris[17].